# Пустите ме да га видим (компилација)
Пустите ме да га видим је прва компилација српске поп-фолк певачице Светлане Ражнатовић - Цеце,
коју је 1990. године објавио ПГП РТБ, а такође је прва компилација певачице, која је објављена на ЦД-у.
Компилација садржи хитове са прва три
албума Цветак зановетак, Лудо срце и Пустите ме да га видим.

## Списак песама
На албуму се налазе следеће песме:
| Бр. | Назив                           | Текст               | Музика              | Аранжман                        | Трајање |
| --- | ------------------------------- | ------------------- | ------------------- | ------------------------------- | ------- |
| 1.  | Пустите ме да га видим          | Стевица Спасић      | Добривоје Иванковић | Мирољуб Аранђеловић             | 04:25   |
| 2.  | Ех, тешко мени                  | Весна Петковић      | Милош Мијатовић     | Мирољуб Аранђеловић             | 03:47   |
| 3.  | Дођи...                         | С. Заграђанин       | Добривоје Иванковић | Мирко Кодић и Александар Илић   | 04:00   |
| 4.  | Лепотан                         | Огњен Макић         | Добривоје Иванковић | Мирко Кодић и Александар Илић   | 03:20   |
| 5.  | Другарице, проклетнице          | Добривоје Иванковић | Добривоје Иванковић | Мирољуб Аранђеловић             | 03:43   |
| 6.  | Лако је теби                    | Весна Петковић      | Милош Мијатовић     | Мирољуб Аранђеловић             | 02:30   |
| 7.  | Не дај ме...                    | Зоран Матић         | Добривоје Иванковић | Мирољуб Аранђеловић             | 03:25   |
| 8.  | Буди дечко мој                  | Огњен Макић         | Добривоје Иванковић | Мирко Кодић и Александар Илић   | 03:15   |
| 9.  | Желим те у младости             | Борис Мачешић       | Мирко Кодић         | Бранислав Ђорђевић, Мирко Кодић | 03:45   |
| 10. | Цветак зановетак                | Боро Мајданац       | Добривоје Иванковић | Бранислав Ђорђевић, Мирко Кодић | 03:27   |
| 11. | Лудо срце                       | Огњен Макић         | Добривоје Иванковић | Мирко Кодић и Александар Илић   | 04:00   |
| 12. | Ципелице                        | Љиљана Живковић     | Добривоје Иванковић | Мирољуб Аранђеловић             | 03:59   |
| 13. | Све у своје време               | С. Орсана           | Мирољуб Аранђеловић | Мирољуб Аранђеловић             | 02:52   |
| 14. | То, Мики!                       | Добривоје Иванковић | Добривоје Иванковић | Мирољуб Аранђеловић             | 04:30   |
| 15. | Очима те пијем                  | Стевица Спасић      | Бранислав Ђорђевић  | Бранислав Ђорђевић, Мирко Кодић | 03:08   |
| 16. | Хеј, љубави, љубави             | Стевица Спасић      | Мирко Кодић         | Мирко Кодић и Александар Илић   | 03:30   |
| 17. | Куда журиш                      | Миодраг Ж. Илић     | Бранислав Ђорђевић  | Бранислав Ђорђевић, Мирко Кодић | 03:20   |
| 18. | Забранићу срцу да те воли       | Зоран Матић         | Мирко Кодић         | Мирко Кодић и Александар Илић   | 03:15   |
| 19. | Грешка                          | Добрица Ерић        | Добривоје Иванковић | Мирко Кодић и Александар Илић   | 03:50   |
| 20. | Ја тебе хоћу (feat. Љуба Лукић) | Весна Петковић      | Бранислав Ђорђевић  | Бранислав Ђорђевић, Мирко Кодић | 02:56   |

## Информације о албуму
- Продуцент: Добривоје Иванковић
- Дизајн: Иван Ћулум
- Рецензент: Мијат Божовић
- Уредник: Милан Ђорђевић
- Директор-главни уредник: Станко Терзић